# کوه‌های هندوآن جنگل‌های مخروطی زیرالپین
جنگل‌های زیر کوهستان هینگدوان (به لاتین: Hengduan Mountains subalpine conifer forests) یک منطقهٔ مسکونی و جنگل در چین است.